# هيركانوس الثاني
هِركانوس الثاني (بالعبرية: יוחנן הורקנוס) (- 30 ق م)، هو ملك السلالة الحشمونية، وكان رئيس كهنة اليهود في القرن الأول قبل الميلاد، حكم المملكة من 67 ق م إلى 66 ق م، ثم حكم مرة أخرى من 47 ق م إلى 40 ق م.
كان الابن الأكبر لألكسندر جانيوس، الملك والكاهن الأعظم، وأمه الملكة سالومي ألكسندرا. بعد وفاة أبيه في 76 قبل الميلاد، نجحت أرملته في حكم مملكة يهودا ونصبت ابنها الأكبر هِركانوس الثاني ككاهن أعظم. وكان على خلاف مع الفريسيين. ومع ذلك دعم الفريسيون هِركانوس الثاني لا سيما في فترة ولايته.
عندما ماتت سالومي في عام 67 قبل الميلاد، عيّنت هِركانوس كخليفة لها حاكمًا أيضًا على يهودا، ولكن سرعان ما اختلف هو وشقيقه الأصغر أرسطوبولس الثاني على الحق في العرش.
بعد ثلاثة أشهر من حكمه، تمرَّد عليه أخيه الأصغر أرسطوبولس الثاني، وتقابلا في معركة بأريحا. ولكن انضم العديد من جنود هِركانوس إلى أخيه، وبذلك انتصر عليه. وتنازل عن العرش لأخيه. ثم هاجم الرومان المملكة بقيادة بومبيوس الكبير، وتحالف هِركانوس معهم، وفتح أتباع هِركانوس أبواب القدس لهم. وبعد دخول الرومان عيّن بومبيوس الكبير هِركانوس كاهنًا أعظمًا وملكًا لليهود، ونفى أرسطوبولس الثاني إلى روما. وبذلك تحولت المملكة إلى مقاطعة يهودية، وأصبح الملك الحشومني ملكًا صوريًا.
وفي عام 40 ق م عيَّن أنتيجونوس بن أرسطوبولوس الثاني نفسه ملكًا ورئيسًا للكهنة، وقام أنتيجونوس بنفي هِركانوس إلى بابل لمدة أربعة سنوات، وكان يعيش في توقير من اليهود هناك.  إلى أن عاد سنة 36 ق م. بدعوة من هيرودس الأول، والذي كان يخشى أن يتمرَّد عليه هراكنوس ويطالب بحكمه مرة أخرى، إلى أن اتهمه هيرودس سنة 30 ق م بالتحالف مع النبطيين، وقتله وهو في الثمانين من العمر.